# Guyana (gebied)

Guyana - het Guianaschild

Guyana of Guiana (Spaans: Guayana) is een geografische regio die zich uitspreidt over de drie Guyana's (Guyana (vroeger Brits-Guiana), Suriname (vroeger Nederlands-Guiana) en Frans-Guyana) en aangrenzende delen van Venezuela (Venezolaans-Guyana; de provincie Guayana) en Brazilië (Braziliaans-Guyana; vroeger Portugees-Guiana) in het noordoosten van Zuid-Amerika. Het is synoniem met het Guianaschild, maar soms wordt er ook het Bergland van Guyana mee aangeduid, dat kleiner van omvang is. Het gebied wordt afgegrensd door de rivier de Orinoco in het noorden en westen en het Amazoneregenwoud in het zuiden. De vorm is bijna rond en bestaat geologisch gezien uit het Guianaschild, een oud schild uit het Precambrium. In de zeventiende eeuw werd Guyana ook wel 'Wilt Brasilien' genoemd. 

## Koloniale geschiedenis
De eerste Europeanen die het gebied bezochten waren de Portugese zeevaarders Alonso de Ojeda en Juan de la Cosa in 1499. Gevoed door verhalen over El Dorado kwamen daarna de Spanjaarden (zoals Diego de Ordás) naar het gebied, die een aantal ontdekkingsreizen ondernamen naar het binnenland. In 1593 verklaarde Domingo de Vera in naam van Filips II de hele Guyaanse kust tot Spaans kustgebied. Walter Raleigh deed in 1595 hetzelfde, ditmaal voor Engeland. Raleighs levendige beschrijving van het vele goud dat zich er zou bevinden leidde tot grote belangstelling voor het gebied onder Britten, Hollanders en Zeeuwen.
De eerste Nederlanders waren in 1581 gearriveerd. De Zeeuwen stichtten toen aan de kust van de rivier de Pomeroon de nederzetting Nieuw Middelburg, die echter rond 1596 alweer werd verwoest. In 1598 voer Abraham Cabeliau met zijn schip langs de kust op zoek naar 'El Dorado' en bezocht de Spaanse nederzetting Santo Thomé (de Guayana) (waarschijnlijk opgericht in 1595 als de eerste en lange tijd enige Spaanse nederzetting in het gebied). Zijn verhaal vergrootte de Nederlandse interesse in het gebied.
De tweede Nederlandse nederzetting was Essequebo, dat in 1596 door vluchtelingen van Pomeroon werd opgericht onder leiding van Joost van der Hooge. In 1616 begon de WIC hier met de bouw van een fort (Fort ter Hooge (vernoemd naar slot Ter Hooge bij Koudekerke) - al snel Kyk-over-al genoemd). De derde Nederlandse nederzetting was Demerara, dat in 1611 werd opgericht en de vierde Nederlandse nederzetting Berbice, dat in 1627 door Abraham van Peere werd gesticht. Er werden pogingen ondernomen tot het verbouwen van suikerriet, koffie en katoen op plantages en er werden slaven naar het gebied gebracht. Al deze nederzettingen bevonden zich in het latere Brits-Guiana en werden Nederlands-Guyana genoemd.
De Engelsen volgden met eigen nederzettingen, waarvan de eerste (mislukte) poging plaatsvond in 1604 door kapitein Charles Leigh aan de rivier de Oiapoque in het latere Frans-Guyana. In 1651 werd Thorarica gesticht door Francis Willoughby, hetgeen tot 1667 de Britse basis in het latere Suriname zou blijven. De Britten zaten zodoende in het latere 'Nederlands-Guyana' en de Nederlanders in het latere 'Brits-Guiana'.
De Fransen probeerden ook nederzettingen te stichten, de eerste in 1604 in Frans-Guyana, maar werden verjaagd door de Portugezen, die dit als een schending van het Verdrag van Tordesillas zagen. In 1624 stichtten ze daarop een nederzetting bij het inheemse dorp Sinnamary. In 1643 volgde het huidige Cayenne. Cayenne werd echter al snel getroffen door een opstand onder de lokale bevolkingsgroepen, waarbij een groot deel van de bevolking werd uitgemoord. In 1652 werden de overlevenden door een Frans schip gevonden. In 1654 bezetten de Nederlanders Cayenne en begonnen er suikerriet te verbouwen. In 1657 arriveerden Nederlanders ook bij Sinnamary. Franse kolonisten volgden in 1664 en stichtten er een nieuwe nederzetting evenals bij Cayenne. Het jaar erop werd Sinnemary echter door de Nederlanders aangevallen en in 1667 veroverden de Britten het weer op de Nederlanders en Cayenne op de Fransen, maar ze lieten er geen bezetting achter. Hetzelfde jaar herkreeg Frankrijk Sinnemary bij de Vrede van Breda. De Fransen vestigden zich opnieuw in Cayenne, maar tijdens de Hollandse Oorlog veroverde Jacob Binckes de plaats in 1676. Dit was tegen de zin van Lodewijk XIV van Frankrijk, die Jean II d'Estrées naar het Caribisch gebied stuurde. Deze versloeg de Nederlanders nog hetzelfde jaar en liet ze Cayenne uit gooien. Vanaf dat moment bleef Frans-Guyana een Franse kolonie.
In 1667, tijdens de Tweede Engels-Nederlandse Oorlog, werden Thorarica en het fort bij Paramaribo (Fort Willoughby) ingenomen door Abraham Crijnssen. Bij de Vrede van Westminster (1674) werd Nieuw-Nederland vervolgens ingewisseld voor Suriname, waardoor dit ook een Nederlandse kolonie werd. Tijdens de Hollandse Oorlog veroverden de Nederlanders Sinnamary opnieuw in 1676, maar de Fransen heroverden het het jaar erop. Bij de Vrede van Parijs was het een van de weinige Amerikaanse kolonies die ze niet hoefden over te dragen aan de Britten.
Tijdens de Vierde Engels-Nederlandse Oorlog veroverden de Britten in 1781 de Nederlandse koloniën Berbice, Demerara en Essequebo (Pomeroon was reeds in 1689 verwoest). In 1782 werd de bezetting opgebroken, maar kwamen de Fransen in hun plaats. In 1784, bij het einde van de oorlog, herkreeg Nederland de drie koloniën, maar niet voor lang. In 1795 werd de Bataafse Republiek uitgeroepen en aangezien de Fransen in oorlog waren met de Britten, waren de Nederlandse koloniën ook niet langer veilig. In 1796 werden de koloniën in het latere Brits-Guiana opnieuw door de Britten veroverd, gevolgd door de Nederlandse koloniën in Suriname in 1799. In 1802 herkregen de Nederlanders ze weer van de Britten, die het jaar erop Berbice, Demerara en Essequebo opnieuw veroverden en in 1804 ook Suriname. Bij het Verdrag van Parijs (1815) (1815) herkreeg Nederland Suriname, maar Berbice, Demerara en Essequebo bleven Brits en gingen in 1831 op in Brits-Guiana.
Brits-Guiana verkreeg haar onafhankelijkheid in 1966 als Guyana, gevolgd door Suriname in 1975. Frans-Guyana bleef echter een Frans overzees gebiedsdeel en vormt zodoende onderdeel van de Europese Unie. Tussen de drie landen en Brazilië en Venezuela bestaat onenigheid over het verloop van de grens.